# Leégetlek! (South Park)
A Leégetlek! (You Got F'd in the A) a South Park című animációs sorozat 115. része (a 8. évad 4. epizódja). Elsőként 2004. április 7-én sugározták az Egyesült Államokban.
Az epizódban Stan Marsh csapatot gyűjt egy táncversenyre, míg Butters Stotch egy régi traumával kell, hogy szembenézzen...

## Cselekmény
|  | Alább a cselekmény részletei következnek! |

Stan Marsh és barátai éppen kisautókkal játszanak, amikor néhány ismeretlen Narancs megyei gyerek megjelenik és táncolni kezd előttük, ezzel szerintük „leégetve” őket. Stanék nem tudják, mit jelent ez az egész, ezért tanácsot kérnek Séf bácsitól, aki aggódva felhívja a srácok szüleit és tájékoztatja őket az incidensről. Randy Marsh dühös lesz fiára, Stanre, amiért az a provokációra nem „táncolt vissza”, majd úgy dönt, Billy Ray Cyrus Achy Breaky Heart című zenéjére megtanítja neki a line dance alapjait, hogy legközelebb visszavághasson.
A következő alkalommal, amikor az ismeretlenek le akarják táncolni a South Park-i fiúkat, Stan visszatáncol, de mint kiderül, ez kihívásnak számít egy táncviadalra. Randy megpróbál beszélni a Narancs megyeiek edzőjével és elsimítani az ügyet, de az edző hihetetlen tánclépések bemutatásával kegyetlenül „letáncolja” őt, ezzel kórházba küldve Randyt.
Stan nehéz helyzetbe kerül; tánccsapatot kell alakítania, hogy legyőzze a Narancs megyeiek csoportját és megbosszulja apja „letáncolását”, de ehhez nem sok kedve van. Hamarosan csatlakozik hozzá a darkos srácok vezetője, egy ázsiai fiú, Yao, aki játéktermi gépeken profi módon képes táncolni és Mercedes, a Mazsolák nevű étterem (lásd az Elkenődve című epizódot) egyik dolgozója. Mivel a csapat öttagú kell, hogy legyen, Mercedes azt javasolja, vegyék be a csapatba azt a fiút, aki egy országos step tánc-versenyen pár évvel ezelőtt döntős volt. Ő nem más, mint Butters Stotch, akit azonban valamiért már a táncverseny puszta megemlítésére pánikba esik és a szobájába menekül. A visszaemlékezéseiből kiderül, hogy annak idején az állami step bajnokságon lerepült a cipője, levert vele egy reflektort és ezzel olyan végzetes láncreakciót indított el, melyben nyolc ember meghalt. Mivel Butters semmiképp sem hajlandó versenyezni, az ötödik tag Jeffy, egy táncoló kacsa lesz, akit Stanék egy helyi farmertől kapnak kölcsön.
A verseny előtti gyakorlásnál azonban Jeffy bokája kimegy, így ötödik tag híján a tánccsapatnak szembe kell néznie azzal, hogy feladják a mérkőzést. Ekkor azonban váratlanul megjelenik Butters, a step táncos ruhájában és vállalja a fellépést. Viszont előadás közben a cipője ismét lerepül, leveri az egyik tetőn lévő reflektort, amely rázuhan a Narancs megyeiek csapatára és az edzőjükre is. Mivel az ellenfél táncegyüttesének minden tagja meghalt, a South Park-i csapat győz; a véres ruhájú, sokkos állapotba került Butterst pedig a vállán viszi el a rajongó tömeg.